# Marcel Zeelenberg
Marcel Zeelenberg (Den Haag, 13 januari 1968) is sinds 2000  Nederlandse hoogleraar psychologie aan Tilburg University, en sinds 2017 tevens hoogleraar marketing aan de Vrije Universiteit Amsterdam. 

## Carrière
Hij studeerde van 1987 tot 1992 psychologie (specialisatie: psychologische functieleer) aan de Universiteit Leiden en promoveerde in 1996 aan de Universiteit van Amsterdam bij Joop van der Pligt, Nanne de Vries en Antony Manstead. Van 1996 tot 1998 werkte hij als postdoc aan de TU Eindhoven. In 1998 werd hij benoemd tot Universitair docent marketing aan de Universiteit van Tilburg. Van 2000 tot 2004 bezette hij een Van der Leeuw leerstoel in de sociale psychologie aan diezelfde universiteit. Van 2004 tot 2009 was hij hoogleraar in de sociale en economische psychologie. Sinds 2009 is hij hoogleraar in de economische psychologie. Vanaf 2017 is Zeelenberg part-time hoogleraar Marketing aan de Vrije Universiteit Amsterdam.
Hij is tevens medeoprichter en academic director van het Tilburg Institute for Behavioral Economics Research (TIBER).
Zeelenberg was hoofd van de Departement Sociale Psychologie van 2010 tot 2013. In die hoedanigheid was hij ook initiatiefnemer van de Karel Soudijnpenning.
Zeelenberg is sinds januari 2010 lid van de programma-adviesraad van de Nederlandse Programma Stichting, thans NTR.
Van 2011 tot juni 2015 was hij lid van de redactieraad van Univers (tijdschrift), onafhankelijke magazine voor studenten en medewerkers van de Tilburg University.
In augustus 2011 bracht hij samen met collega's Roos Vonk van de Radboud Universiteit Nijmegen en Diederik Stapel van de Universiteit van Tilburg een persbericht uit over een onderzoek naar de psychologische betekenis van vlees. Hierbij concludeerden zij dat vleeseters asocialer en egoïstischer waren dan niet-vleeseters. Enkele weken later bleek dat dit onderzoek gebaseerd was op door Stapel vervalste gegevens. Zeelenberg bleef in deze affaire, in tegenstelling tot zijn twee medeauteurs, grotendeels buiten schot.
In 2016 was Zeelenberg een van de wetenschappers die participeerden in het programma Kijken in de ziel -wetenschappers. Tevens kwamen er twee colleges van hem online bij de Universiteit van Nederland. Het eerste ging over de psychologie van hebzucht (in een serie over economie) en het tweede over de psychologie van spijt (in een serie over emoties).

## Onderzoek
Zeelenberg publiceert over hoe emotie (economisch) gedrag beïnvloedt. Hij heeft onderzoek gedaan naar afgunst, benijden, schuld/schuldgevoel, schaamte, trots, boosheid, hebzucht, en vooral naar teleurstelling en spijt. Hij heeft onderzoek gedaan naar gevoelens van spijt onder niet-winnaars van de postcodeloterij, waarbij hij concludeerde dat de werkwijze van de postcodeloterij "verwerpelijk" was. De laatste jaren doet hij ook veel onderzoek naar financiële beslissingen omtrent pensioenen en verzekeringen, en naar de psychologie van armoede.

## Selectie publicaties
- Seuntjens, T. G., Zeelenberg, M., Van de Ven, N., Breugelmans, S. M. (2015). Dispositional greed. Journal of Personality and Social Psychology, 108 (6) 917-933. DOI: 10.1037/pspp0000031
- Breugelmans, S. M., Zeelenberg, M., Gilovich, T., Huang, W-H., & Shani, Y. (2014). Generality and cultural variation in the experience of regret. Emotion, 14(6), 1037-1048.  DOI: 10.1037/a0038221
- Van de Ven, N., Zeelenberg, M. & Pieters, R. (2010). Warding off the evil eye: When the fear of being envied increases prosocial behavior. Psychological Science, 21, 1671-1677.
- Nyklíček, I., Vingerhoets, A. J. J. M., & Zeelenberg, M. (Eds.) (2011). Emotion Regulation and Well-Being. New York: Springer.
- Zeelenberg, M., Breugelmans, S. M., & De Hooge, I. E. (2012). Moral sentiments: A behavioral economics approach. In: A. Innocentie, & A. Sirigu (Eds.). Neuroscience and The Economics of Decision Making (pp. 73-85). New York: Routledge.
- Zeelenberg, M., & Pieters, R. (2004). Consequences of regret aversion in real life: The case of the Dutch Postcode Lottery. Organizational Behavior and Human Decision Processes, 93, 155-168. DOI: 10.1016/j.obhdp.2003.10.001